# Anden intifada
Den anden intifada (Arabisk: الانتفاضة الثانية, transskription: Al-Intifāḍat aṯ-Ṯāniyya. Hebraisk: האינתיפאדה השנייה, transskription: Ha-Intifada ha-Shniya), også kendt som Al-Aqsa Intifada (Arabisk: انتفاضة الأقصى, transskription: Intifāḍat al-ʾAqṣā), var en større palæstinensisk opstand mod Israel. Årsagen til intifadaen tænkes at have været centreret om fiaskoen på Camp David-topmødet i 2000, hvor man havde forventet at nå frem til en endelig aftale om den israelsk-palæstinensiske fredsproces. Voldshandlingerne begyndte i september 2000, efter at Ariel Sharon – den daværende israelske oppositionsleder – d. 28. september aflagde et kontroversiel besøg på Tempelbjerget i Jerusalem (hvor Al-Aqsa-moskéen og Klippehelligdommen også er beliggende); selve besøget var fredeligt, men – som forventet – udløste det protester og optøjer, som israelsk politi slog ned på med gummikugler og tåregas.
Den anden intifada forårsagede et højt antal ofre – både blandt civile såvel som kombattanter. Israelske styrker gjorde bl.a. brug af skydevåben, kampvogne, luftangreb og målrettede drab, mens palæstinenserne hjorde brug af bl.a. skydevåben, selvmordsbomber, stenkast og raketangreb. Palæstinensernes brug af selvmordsbomber var særligt fremtrædende og var hovedsageligt målrettet israelske civile. Generelt stod det i kontrast til den første intifada, som generelt var karakteriseret som mindre voldelige. Det anslås, at kampene samlet (både hvad angår civile og militære kombattanter) resulterede i godt 4.000 dræbte; cirka 3.000 palæstinensere, 1.000 israelere, samt 64 udlændinge.
Mange anser Sharm el-Sheikh-topmødet i 2005 for at have markeret afslutningen på den anden intifada. Den palæstinensiske præsident Mahmoud Abbas og den israelske premierminister Ariel Sharon blev her enige om, at alle palæstinensiske fraktioner ville stoppe alle voldshandlinger, mens Israel ligeledes ville indstille al sin militære aktivitet. De genbekræftede ligeledes deres forpligtelse til "Køreplanen for Fred "-processen. Sharon indvilligede ligeledes i at løslade 900 af de 7.500 palæstinensiske fanger i Israel på daværende tidspunkt, ligesom han indvilligede i at trække sig tilbage fra byer på Vestbredden, som var blevet genbesat af israelske styrker i forbindelse med den anden intifada.

### Bøger
- Bregman, Ahron (29. september 2005). Elusive Peace: How the Holy Land Defeated America. Penguin Books Limited. s. 160–. ISBN 978-0-14-190613-3. Arkiveret fra originalen 18. november 2021. Hentet 29. oktober 2020.
- Byman, Daniel (15. juni 2011). A High Price: The Triumphs and Failures of Israeli Counterterrorism. Oxford University Press. s. 114–. ISBN 978-0-19-983045-9. Arkiveret fra originalen 18. november 2021. Hentet 29. oktober 2020.
- Catignani, Sergio (2008). Israeli Counter-Insurgency and the Intifadas: Dilemmas of a Conventional Army. Routledge. ISBN 978-0-203-93069-4. Arkiveret fra originalen 2. januar 2016. Hentet 12. december 2015.
- Mattar, Philip (2005). Encyclopedia of the Palestinians. Infobase Publishing. s. 40–. ISBN 978-0-8160-6986-6. Arkiveret fra originalen 19. august 2020. Hentet 3. oktober 2016.
- Reinhart, Tanya (2006). The Road Map to Nowhere: Israel/Palestine Since 2003. Verso. ISBN 978-1-84467-076-5.
- Schulz, Helena Lindholm; Hammer, Juliane (2003). The Palestinian Diaspora: Formation of Identities and Politics of Homeland. Routledge. ISBN 978-0-415-26820-2.
- Shindler, Colin (25. marts 2013). A History of Modern Israel. Cambridge University Press. s. 283–. ISBN 978-1-107-31121-3. Arkiveret fra originalen 23. december 2016. Hentet 3. oktober 2016.
- Tucker, Spencer C. (31. august 2019). Middle East Conflicts from Ancient Egypt to the 21st Century: An Encyclopedia and Document Collection [4 volumes]. ABC-CLIO. s. 958–. ISBN 978-1-4408-5353-1. Arkiveret fra originalen 18. november 2021. Hentet 29. oktober 2020.
- Yousef, Mosab Hassan (2011). Son of Hamas: A Gripping Account of Terror, Betrayal, Political Intrigue, and Unthinkable Choices. Tyndale House. ISBN 978-1-85078-985-7. Arkiveret fra originalen 18. november 2021. Hentet 8. november 2020.

### Artikler
- "Al-Aqsa Intifada timeline". BBC News. 29. september 2004. Arkiveret fra originalen 2. juli 2016. Hentet 29. oktober 2020.
- "Full text of Abbas declaration". BBC News. 8. februar 2005. Arkiveret fra originalen 8. marts 2020. Hentet 29. oktober 2020.
- "Full text of Sharon declaration". BBC News. 8. februar 2005. Arkiveret fra originalen 3. december 2013. Hentet 29. oktober 2020.
- "A Feud That Lasted A Lifetime: Ariel Sharon Vs. Yasser Arafat". NPR.org. 2014-01-11. Arkiveret fra originalen 5. april 2022. Hentet 2022-04-05.